# سرطانة نقيلية
سرطانة نقيلية (بالإنجليزية: Metastatic carcinoma)‏ هو قدرة الخلايا السرطانية على الانتشار والنمو في مواقع بعيدة عن موقع المنشأ الأساسي؛ وهكذا قد ينتشر على الجلد مع أية أورام خبيثة، وقد ينجم عن الغزو المباشر للجلد من الأورام الكامنة. ويمتد أو ينتشر عن طريق الانتشار بالسائل اللمفاوي أو عن طريق الدم، وقد ينتقل عن طريق الإجراءات العلاجية.:628-9 ويعتبر السرطان النقيلي من أكثر أنواع السرطان التي تصيب العظام.
وأكثر الأماكن التي ينتشر إليها السرطان النقيلي هي العظام والكبد والرئة، وقد يتأخر الكشف عنه إلى مراحل متأخرة لأنه لا يؤدي إلى أعراض.